# РОМАР
Футбольний клуб «РОМАР» Мажейкяй (лит. Mažeikių futbolo klubas ROMAR) — колишній литовський футбольний клуб з Мажейкяя, що існував у 1992—1995 роках.

## Досягнення
- А-ліга
  - Чемпіон (1): 1994
  - Бронзовий призер (1): 1995.